# Американская стандартбредная лошадь
Америка́нская стандартбре́дная поро́да — легкоупряжная порода, выведенная в США в начале XIX века целенаправленно для бегов рысью и иноходью на ипподромах.

## Общая характеристика

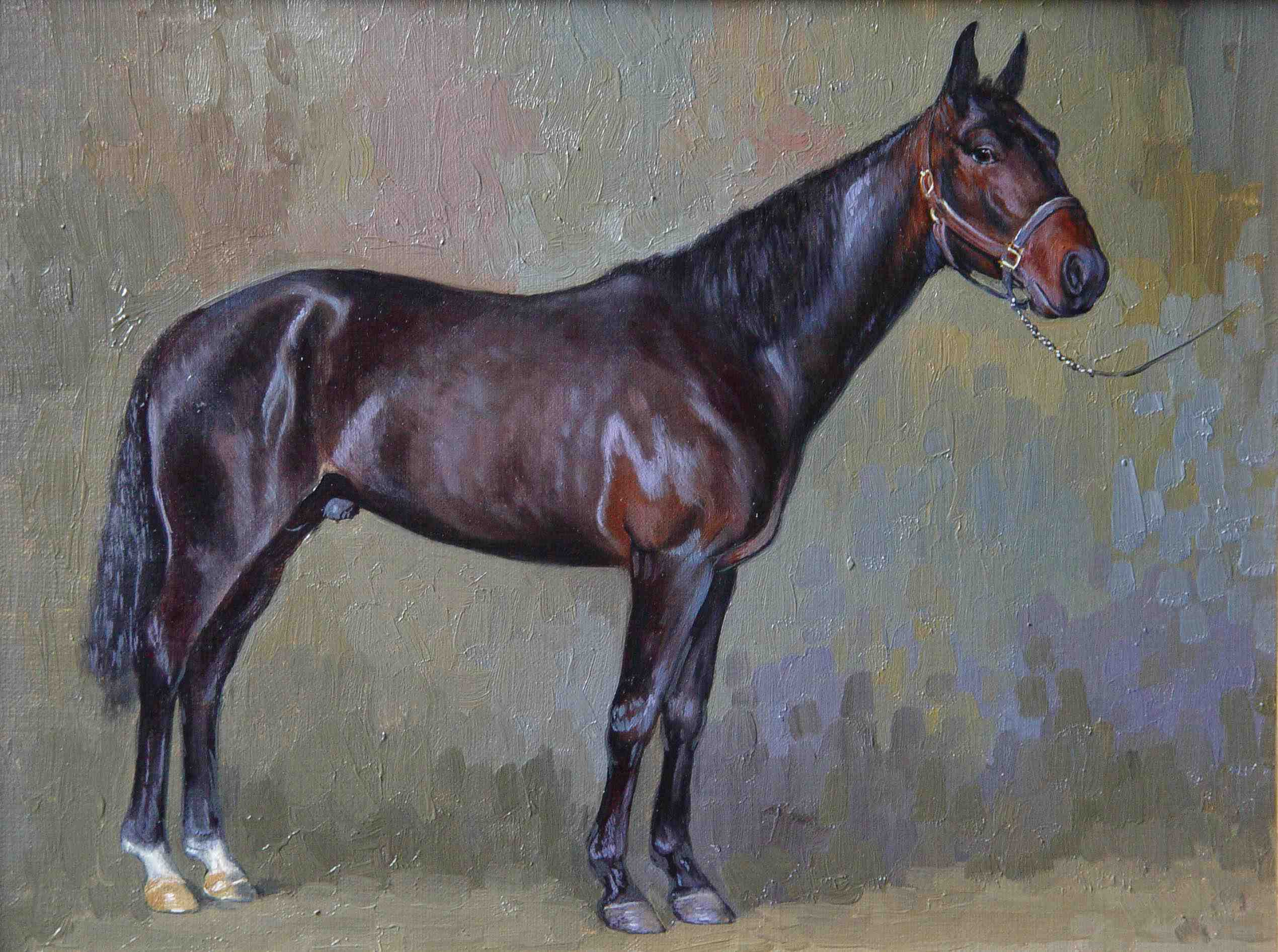
Художник Кожин С. Л. Стандартбред

Порода называется стандартбредной, после того как с 1879 года в племенные книги стали заносить только лошадей с определённым стандартом резвости: рысакам нужно пробежать милю (1609 м) не более чем за 2 мин 30 с, а иноходцам — за 2 мин 25 с. Первая племенная книга новой породы вышла в 1871 году, а через восемь лет за породой утвердилось её сегодняшнее название — стандартбредная (Standartbred), в переводе означающее «выведенный по стандарту».
Исключительная резвость «американцев» объясняется тем, что корни этой породы восходят к чистокровным верховым жеребцам. При выведении породы использовались также норфолькские рысаки, канадские иноходцы, лошади арабские, варварийские и породы морган. Считается, что все современные американские рысаки имеют одного прародителя — гнедого Гамблетониана X (Гамблетониана Рисдика).
Так как при выведении этой породы коннозаводчиками рост и экстерьерные данные во главу угла не ставились, стандартбреды не имеют одного чёткого экстерьера и ограничений по росту. Лошади этой породы имеют рост от 142 до 163 см, иногда и выше. По экстерьеру стандартбред чаще всего напоминает чистокровную скаковую лошадь с несколько удлинённой спиной и более короткими ногами.
Масти — прежде всего гнедая, бурая, рыжая, караковая, реже вороная и серая. Очень мало лошадей с белыми отметинами. Серых лошадей обычно стараются не допускать к разведению.

## История породы

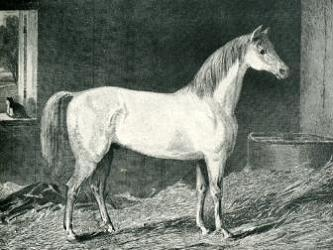
Жеребец Мессенджер. Рисунок Джорджа Стаббса (George Stubbs, 1724—1806)

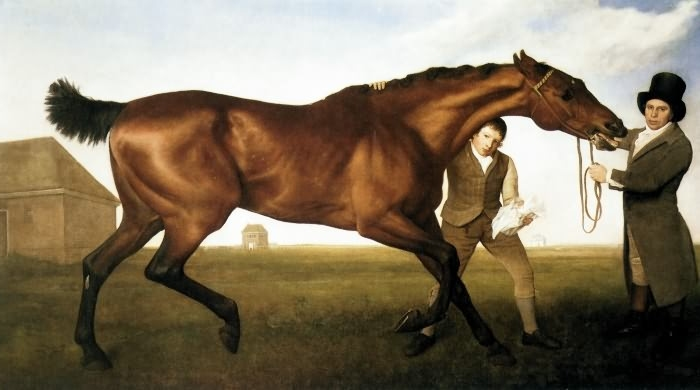
Жеребец Гамблтониан X. Картина Джорджа Стаббса

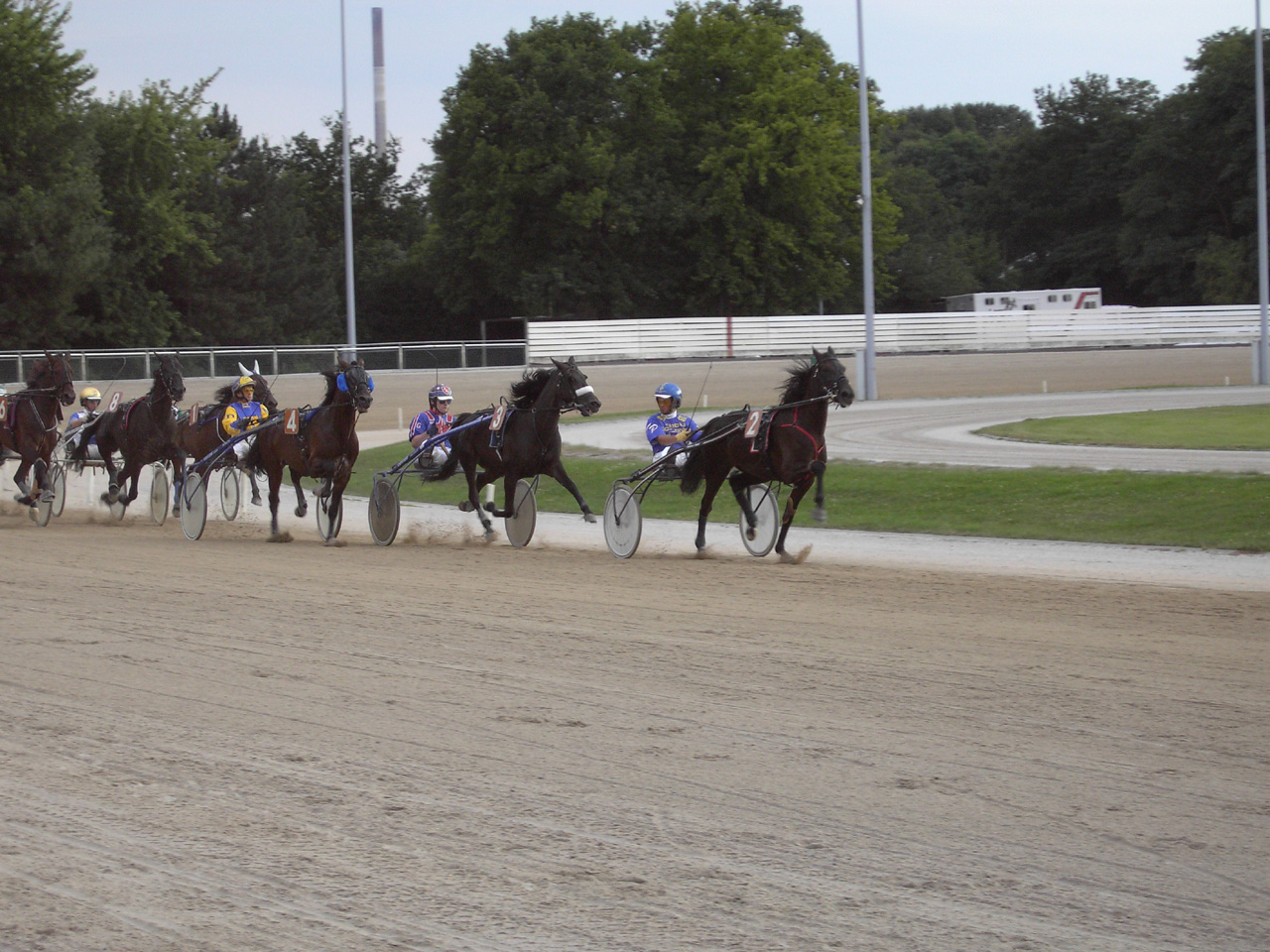
Стандартбредные лошади наиболее известны как американские рысаки. Ипподром Dinslaken (Германия)

## Стандартбредная лошадь в России
Американскую стандартбредную породу рысаков начали разводить в России в Кубанской ГЗК в 1980-х годах. В 2010 году конематок из Кубанской ГЗК перевели в Ольховатский конный завод Воронежской области. Первый успех этому конному заводу сделал Флодар (1.56,2; 2015 г.р.), который выиграл Дерби на Центральном Московском ипподроме в 2019 году, под управлением мастера-наездника Ирины Прозоровой.

## Разведение стандартбредных лошадей
Сегодня[когда?]

 в породе существуют отдельные линии рысаков и иноходцев. К линиям иноходцев относятся линии Директа, Эбидейла, Нибл Гановера и сына последнего, Найт Дрима. Линии рысаков — Воломайта, Скотленда, Аскворти. В 2020 году, в американской стандартбредной породе рысаков, лучшими линиями стали : 1 . Линия Вэлли Виктори — 1.55,3 ; 1986 г.р. — (Спиди Скот > Спиди Кроун > Спиди Сомолли > Балтик Спид); лучший внук Вэлли Виктори — Маскл Хилл — 1.50,1 — 2006 г.р. , сейчас занимает 1 — е место среди производителей рысаков в США . 2 . Линия Ноубл Виктори — 1.55,3 ; 1962 г.р. , развивается через его сына — Гарланд Лобелла — 1.55,3 ; 1981 г.р. , лучший его правнук — Чаптер Севен — 1.50,1 ; 2008 г.р.
В России большинство современных американских производителей являются сыновьями и внуками знаменитого рысака Спиди Крауна (Спиди Скот — Миссайл То 1968), давшего мирового рекордиста жеребца Пракаса (1 минута 53 секунды).